# Piaskowanie trawnika
Piaskowanie trawnika – zabieg polegający na posypywaniu powierzchni trawiastej równomierną warstwą piasku. Piaskowanie przyczynia się do lepszego rozwoju korzeni trawy, poprzez poprawę struktury gleby. Piaskowanie może być wykonywane zarówno ręcznie, jak i za pomocą maszyn (np. dla boiska sportowego).